# 데릭 시쿠아

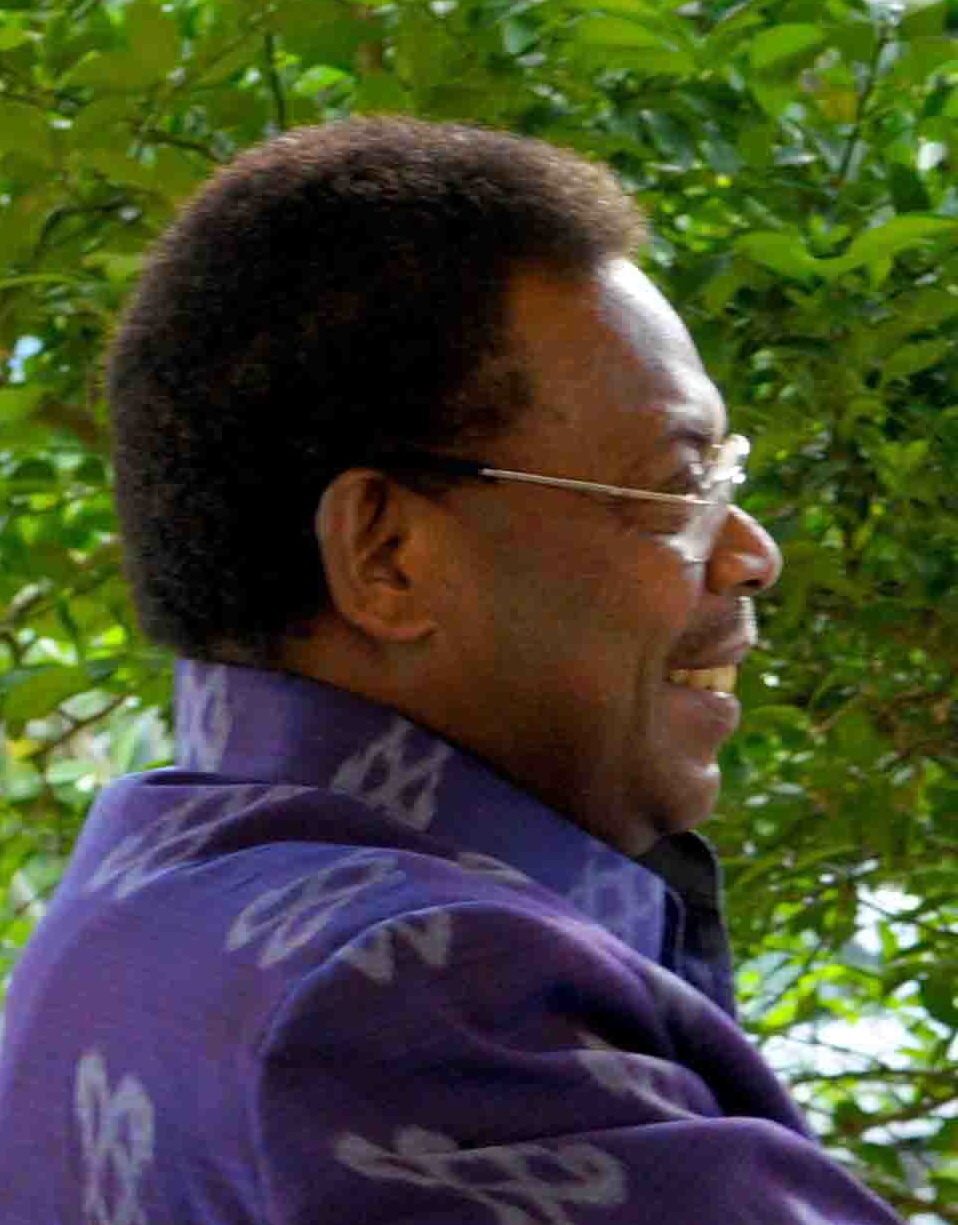
데릭 시쿠아

데릭 시쿠아(David Derek Sikua, 1959년 10월 10일~)는 솔로몬 제도의 정치인이다. 2007년 12월 20일부터 2010년 8월 25일까지 총리를 지냈다.